# Beleg van Oreja
Het Beleg van Oreja is de belegering opgelegd door de troepen van Alfons, koning van Castilië en León, in de Spaanse stad Colmenar de Oreja, die duurde van april tot oktober 1139, toen het Almoravidische garnizoen zich onvoorwaardelijk overgaf. Dit is de eerste grote overwinning van de nieuwe Reconquista, een karakteristieke periode van de laatste twee decennia van het bewind van koning Alfons VII.

## Bibliographie
- S. F. BARTON. "Two Catalan Magnates in the Courts of the Kings of León-Castile: The Careers of Ponce de Cabrera and Ponce de Minerva Re-Examined." Journal of Medieval History, 18:3 (1992), 233–66.
- S. F. BARTON. The Aristocracy in Twelfth-century León and Castile. Cambridge: Cambridge University Press, 1997.
- S. F. BARTON. "From Tyrants to Soldiers of Christ: The Nobility of Twelfth-century León-Castile and the Struggle Against Islam." Nottingham Medieval Studies, 44 (2000), 28–48.
- H. DILLARD. Daughters of the Reconquest: Women in Castilian Town Society, 1100–1300. Cambridge: Cambridge University Press, 1984.
- R. A. FLETCHER. Saint James's Catapult: The Life and Times of Diego Gelmírez of Santiago de Compostela. Oxford: Oxford University Press, 1984.
- A. HUICI MIRANDA. Historia musulmana de Valencia y de su región, III. Valencia: 1970.
- J. Ma. LACARRA DE MIGUEL. "Acerca de la atracción de pobladores en las ciudades fronterizas de la España cristiana (siglos XI–XII)." En la España medieval, 2 (1982), 485–98.
- G. E. LIPSKEY. The Chronicle of Alfonso the Emperor: A Translation of the Chronica Adefonsi imperatoris. PhD dissertation, Northwestern University, 1972.
- J. F. POWERS. A Society Organized for War: The Iberian Municipal Militias in the Central Middle Ages, 1000–1284. Berkeley: University of California Press, 1987.
- B. F. REILLY. The Kingdom of León-Castilla under Queen Urraca, 1109–1126. Princeton: Princeton University Press, 1982.
- B. F. REILLY. The Kingdom of León-Castilla under King Alfonso VII, 1126–1157. Philadelphia: University of Pennsylvania Press, 1998.
- R. ROGERS. Latin Siege Warfare in the Twelfth Century. Oxford: Oxford University Press, 1992.